# Estiaje

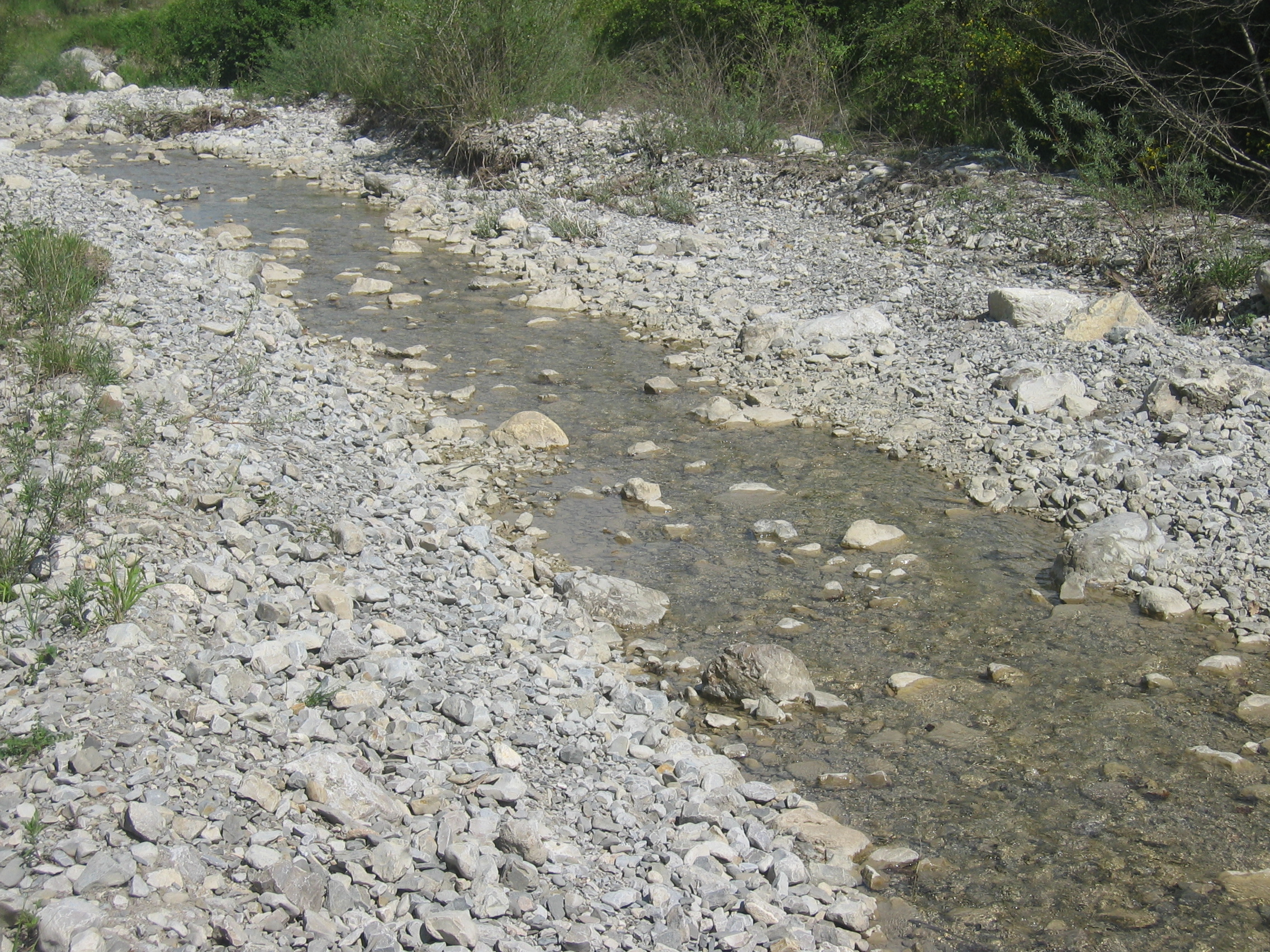
El río Esconavette, en la comuna de Montmaur-en-Diois, Francia), en el 2004.

El estiaje es el nivel de caudal mínimo que alcanza un río o laguna en algunas épocas del año, debido principalmente a la sequía. Cuando se habla del régimen de un río, es el periodo de aguas bajas. El término se deriva de estío (verano), debido a que en la región del Mediterráneo esta estación del año es la época de menor caudal de los ríos o las lagunas, sobre todo por la relativa escasez de precipitaciones (sequía), pero también de la mayor insolación (véase calentamiento global) y, por ende, el mayor potencial de evapotranspiración (de las plantas) y de la evaporación más intensa de los cursos de agua.[cita requerida]

## En España
En las tres vertientes peninsulares, el estiaje se da en los meses de verano, pero la mediterránea presenta los estiajes más importantes. El estiaje es más intenso y duradero cuanto más meridional es la cuenca de un río, ya que, en España, las lluvias disminuyen del norte y noroeste hacia el sur y sureste del país. También se pueden presentar en primavera debido al incremento de la temperatura, se delimita por orillas abruptas y continuas. La frecuencia de la salida de las aguas bajas y medias impide que la vegetación se desarrolle sobre los bancos de arenas y gravas.[cita requerida]